# William King (poète)
Pour les articles homonymes, voir William King et King.
William King, né à Londres en 1663 et mort en 1712, est un écrivain et poète anglais.

## Biographie
Né à Londres, il fait des études de droit et devient avocat en 1692.
Secrétaire du prince George, il devient vicaire général du primat d'Irlande et est un des premiers auteurs de l' Examiner. Il est aussi rédacteur du Gazetteer.

## Publications
- Dialogues des morts, 1697 ;
- Voyage fait à Londres, 1698 ;
- une traduction en vers de l'Art d'aimer, d'Ovide, 1708 ;
- L'Art de la cuisine, poème, 1708, écrit à l'imitation d'Horace ;
- des pamphlets.

On a donné en 1776 une édition de ses œuvres en 3 volumes in-8.
Ses œuvres posthumes ont été publiées en 1732 sous le titre Remains.